# Ranunculus wangianus
Ranunculus wangianus är en ranunkelväxtart som beskrevs av Q. E. Yang. Ranunculus wangianus ingår i släktet ranunkler, och familjen ranunkelväxter. Inga underarter finns listade i Catalogue of Life.